# Adonis (motorfiets)
Adonis is een historisch Frans merk van bromfietsen en scooters.
De bedrijfsnaam was: Société du Scooters Adonis, Neuilly-sur-Seine.
Dit Franse merk bouwde scooters en bromfietsen met 48- en 75cc-VAP-motoren. Alle modellen hadden een riemaandrijving naar het achterwiel. De productie startte in 1949 en werd in 1952 weer beëindigd.